# Кохала
Кохала (гав. и англ. Kohala) — потухший вулкан на Гавайях, находится на севере острова Гавайи.

## Описание
Кохала — щитовой вулкан высотой 1670 метров, площадью 606 км² (5,8 % острова), объёмом 14 000 км³. 
Вулкан вытянут на 35 километров в форме хребта и формирует всю северную часть острова Гавайи. Его название на гавайском языке означает «кит».
Последнее извержение произошло приблизительно 60 000 лет назад. Вулкан появился из воды около 0,5 — 1 млн лет назад и является древнейшим на острове. За долгие годы речная эрозия и осыпи образовали на северо-восточном склоне глубокие долины.
Относительную древность этого вулкана показывают следы водной эрозии (глубокие речные ущелья), а также наличие оползней в океан (разрушение северо-восточного склона вулкана, около 120 тысяч лет назад).